# سیارک ۱۵۱۱
سیارک ۱۵۱۱ (به انگلیسی: 1511 Dalera، نامگذاری:1939FB) هزار و پانصد و یازدهمین سیارک کشف شده‌است که در ۲۲ مارس ۱۹۳۹ و در الجزیره کشف شد.
قدر مطلق سیارک برابر ۱۲٫۷۰ است.